# Líber Eugenio Paz
Líber Eugenio Paz (1 de maio de 1974) é um professor e quadrinista brasileiro. Já ilustrou reportagens em jornais e participou de uma edição da revista Café Espacial. Ganhou o Troféu HQ Mix em 2009 por sua Dissertação de Mestrado.